# Rojena iz tvojega življenja
Rojena iz tvojega življenja je roman, s katerim je ameriška pisateljica Jodi Picoult posegla na tabuirano področje, kjer se neločljivo prepletajo ljubezen, etika in morala. Napisala je pretresljivo pripoved o ljubezni, ki ne pozna meja. Izvirni roman My sister's keeper je prevedla Neža Božič.   

## Vsebina
Kate in Anne sta sestri. Kate ima levkemijo. Anne je bila rojena s posebnim namenom, da bi rešila sestrino življenje. Rojena je bila, ker je znanstvenikom uspelo ustvariti določeno kombinacijo genskega materiala. Annino življenje se že od rojstva vrti okoli bolnišnic in darovanja kostnega mozga sestri. Ko bi Anne morala svoji sestri dati ledvico, ta odkloni. Najame odvetnika, saj želi tožiti starše za pravico do lastnega telesa. Anne noče več živeti po bolnišnicah in nenehno dajati svojih organov sestri. Zaživeti hoče svoje življenje, neodvisno od Kate.

## Izdaje in prevodi
- Slovenska izdaja romana iz leta 2006 (COBISS)
- Angleška izdaja romana iz leta 2004 (COBISS)

## Priredbe
Po romanu je bil posnet film My sister's keeper.